# Chabielice-Kolonia
Chabielice-Kolonia – kolonia w Polsce położona w województwie łódzkim, w powiecie bełchatowskim, w gminie Szczerców. Miejscowość wchodzi w skład sołectwa Chabielice.
W latach 1975–1998 miejscowość administracyjnie należała do województwa piotrkowskiego.